# Faisal của Ả Rập Xê Út
Faisal bin Abdulaziz Al Saud (tiếng Ả Rập: فيصل بن عبدالعزيز آل سعود Fayṣal ibn ‘Abd al-‘Azīz Āl Su‘ūd; 14 tháng 4 năm 1906 – 25 tháng 3 năm 1975) là quốc vương Ả Rập Xê Út từ năm 1964 đến năm 1975. Ông được cho là đã giải cứu tài chính quốc gia và thi hành chính sách hiện đại hoá và cải cách. Các đề tài chính sách đối ngoại chủ yếu của ông là chủ nghĩa liên Ả Rập, chủ nghĩa chống cộng, và chủ nghĩa dân tộc ủng hộ Palestine. Ông ổn định thành công bộ máy quan lại của vương quốc, và triều đại của ông được dân chúng yêu mến. Năm 1975, ông bị một người cháu trai tên là Faisal bin Musaid ám sát.

## Thời kỳ đầu
Faisal bin Abdulaziz sinh tại Riyadh vào ngày 14 tháng 4 năm 1906. Ông là con trai thứ ba của vị quốc vương khai quốc Abdulaziz (Ibn Saud). Mẹ ông tên là Tarfa bint Abdullah bin Abdullatif Al Sheikh, bà kết hôn với Abdulaziz vào năm 1902 sau khi ông chiếm được Riyadh. Bà đến từ gia tộc Al ash-Sheikh, hậu duệ của Muhammad ibn Abd al-Wahhab (người sáng lập giáo phái Wahhabi). Ông ngoại của Faisal là Abdullah bin Abdullatif, là một trong các thầy giảng và cố vấn tôn giáo chính yếu của Abdulaziz.
Mẹ của Faisal mất vào năm 1912 khi ông còn nhỏ tuổi, sau đó Faisal được ông ngoại nuôi dưỡng, và được ông ngoại dạy về Quran và các nguyên tắc của Hồi giáo, sự giáo dục này có ảnh hưởng đến ông trong suốt cuộc sống sau này.
Faisal có một người chị ruột tên là Noura, bà kết hôn với em họ là Khalid bin Muhammad Al Saud, con trai của người chú ruột Muhammad bin Abdul Rahman.
Giống như hầu hết những người cùng thế hệ, Faisal được nuôi dưỡng trong bối cảnh lòng dũng cảm cực kỳ được quý trọng và củng cố. Ông được mẹ khuyến khích phát triển các tiêu chuẩn về khả năng lãnh đạo bộ lạc.
Năm 1919, chính phủ Anh mời Quốc vương Abdulaziz đến thăm London. Quốc vương Abdulaziz không đi được nên cử Hoàng tử Faisal khi ấy 14 tuổi làm đại diện, Faisal do vậy là thành viên đầu tiên của Nhà Saud đến thăm Anh. Chuyến thăm của ông kéo dài trong 5 tháng, và ông gặp các quan chức của Anh. Trong cùng giai đoạn đó, ông cũng đến thăm Pháp, và cũng là thành viên đầu tiên của hoàng gia Ả Rập Xê Út sang thăm chính thức nước này.
Do là một trong các con trai lớn nhất của Quốc vương Abdulaziz, Hoàng tử Faisal được trao cho nhiều trách nhiệm về việc củng cố quyền kiểm soát tại bán đảo Ả Rập. Sau khi chiếm được Hail và kiểm soát ban đầu Asir vào năm 1922, ông được phái đến những địa phương này với gần sáu nghìn chiến binh. Ông giành quyền kiểm soát hoàn toàn đối với Asir vào cuối năm đó.
Năm 1925, Hoàng tử Faisal chỉ huy một đội quân trung thành với Nhà Saud giành được một thắng lợi quyết định tại Hejaz. Ông và Hoàng tử Mohammad được giao trách nhiệm đối với lực lượng Ikhwan. Hoàng tử Faisal được bổ nhiệm làm phó vương Hejaz vào năm 1926. Ông thường tham vấn với các thủ lĩnh địa phương trong nhiệm kỳ của mình.
Năm 1930, Hoàng tử Faisal trở thành bộ trưởng bộ ngoại giao, ông gần như liên tục giữ chức vụ này cho đến khi qua đời, ngay cả sau khi trở thành quốc vương. Hoàng tử Faisal từng đến thăm châu Âu vài lần trong giai đoạn này, bao gồm Ba Lan vào năm 1932 và Liên Xô vào năm 1933.

## Thái đệ và Thủ tướng

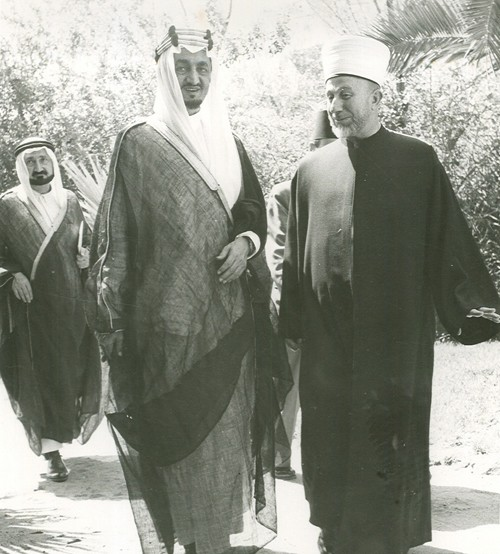
Faisal cùng Haj Amin al-Husseini, một thủ lĩnh của người Ả Rập tại Palestine

Khi anh trai Saud đăng cơ làm quốc vương vào năm 1953, Faisal được phong làm thái đệ. Saud lao vào một chương trình chi tiêu lãng phí và thiếu cân nhắc, bao gồm xây dựng một dinh thự hoàng gia đồ sộ tại ngoại ô thủ đô. Saud cũng phải đối diện với áp lực từ Ai Cập láng giềng, vì Gamal Abdel Nasser lật đổ chế độ quân chủ tại đó vào năm 1952. Nasser nuôi dưỡng được một nhóm các hoàng tử bất đồng quan điểm dưới sự lãnh đạo của Hoàng tử Talal, là người đào thoát sang Ai Cập. Lo ngại rằng các chính sách tài chính của Quốc vương Saud đang đưa quốc gia đến bờ vực sụp đổ, cùng với việc quốc vương xử lý các vấn đề đối ngoại theo cách thức không thích hợp, các thành viên cao cấp của hoàng gia và ulema (giới lãnh đạo tôn giáo) gây áp lực để Saud bổ nhiệm Faisal vào vị trí thủ tướng vào năm 1958, trao cho Faisal quyền lực hành pháp rộng rãi. Trong cương vị mới này, Faisal bắt đầu cắt giảm chi tiêu đáng kể nhằm cứu vãn ngân khố quốc gia khỏi bị phá sản. Chính sách thận trọng tài chính này trở thành điểm nhấn trong giai đoạn ông trị vì và khiến ông có tiếng về tiết kiệm trong dân chúng.
Một cuộc đấu tranh quyền lực xảy ra giữa Quốc vương Saud và Thái đệ Faisal, và đến ngày 18 tháng 12 năm 1960, Faisal từ chức thủ tướng nhằm phản đối, cho rằng Quốc vương Saud đã ngăn các cải cách tài chính của ông. Quốc vương Saud lấy lại quyền lực hành pháp từ Faisal, và đưa Hoàng tử Talal trở về từ Ai Cập để giữ chức bộ trưởng tài chính. Tuy nhiên, đến năm 1962 thì Faisal tập hợp đủ sự ủng hộ trong hoàng gia để lần thứ nhì trở thành thủ tướng.
Trong giai đoạn này, Faisal với tư cách người đứng đầu chính phủ đã tạo được danh tiếng là một nhân vật cải cách và hiện đại hoá. Ông khởi đầu giáo dục cho nữ giới và trẻ em gái bất chấp kinh ngạc của nhiều người bảo thủ trong tổ chức tôn giáo. Nhằm xoa dịu những người phản đối, ông đã cho phép thành viên của giới lãnh đạo tôn giáo được soạn thảo và giám sát chương trình giáo dục cho nữ sinh, chính sách này kéo dài sau khi ông mất.
Năm 1963, Faisal thành lập đài truyền hình đầu tiên của Ả Rập Xê Út, song việc phát sóng thực tiễn bắt đầu vào hai năm sau đó. Cũng như nhiều chính sách khác của ông, động thái này khuấy động những phản đối mạnh mẽ từ các nhóm tôn giáo và bảo thủ trong nước. Tuy nhiên, Faisal đảm bảo với học rằng các nguyên tắc của Hồi giáo về khiêm nhường sẽ được tuân thủ nghiêm ngặt, và rằng một phần lớn nội dung phát sóng là chương trình tôn giáo.
Thái đệ Faisal giúp thành lập Đại học Hồi giáo Medina vào năm 1961. Năm 1962, Faisal giúp thành lập Liên đoàn Thế giới Hồi giáo, tổ chức từ thiện toàn cầu này được tường thuật là kể từ đó nhận được quyên góp hơn một tỷ đô la từ hoàng gia Ả Rập Xê Út.

## Đấu tranh với Quốc vương Saud
Cuộc đấu tranh với Quốc vương Saud tiếp tục trong thời gian này, tận dụng thời cơ Saud vắng mặt trong nước do nguyên nhân y tế vào đầu năm 1963, Faisal bắt đầu tích luỹ thêm nhiều quyền lực hơn. Ông bãi chức nhiều người trung thành với Saud và bổ nhiệm các hoàng tử có cùng chính kiến vào các chức vụ chủ chốt trong lực lượng quân đội và an ninh, như em trai là Hoàng tử Abdullah làm tư lệnh Vệ binh vào năm 1962. Đến khi Saud về nước, Faisal yêu cầu được phong làm nhiếp chính vương, và Quốc vương Saud phải hạ cấp chỉ còn vai trò chỉ mang tính nghi lễ. Trong hành động này, ông được sự ủng hộ mang tính quyết định của ulema (giới học giả Hồi giáo tinh hoa), bao gồm một fatwa (chỉ dụ) do đại mufti của Ả Rập Xê Út (một người thân bên đằng ngoại của Faisal) ban hành có nội dung kêu gọi Quốc vương Saud đồng ý với các yêu cầu của em trai. Nói theo cách khác, Thái đệ Faisal được ủng hộ của tổ chức tôn giáo do gia tộc Al-Shaykh đứng đầu, tức những hậu duệ của người sáng lập giáo phái Wahabi. Ngoài ra, Faisal tìm kiếm quyền lực thông qua sự ủng hộ quan trọng từ bảy người em trai cùng cha khác mẹ là con ruột của Hussa bint Ahmed Al Sudairi, thắt chặt điều này bằng cách lấy một người thuộc gia tộc Sudairi.
Tuy nhiên, Quốc vương Saud từ chối yêu cầu này, và tiến hành một nỗ lực cuối cùng nhằm đoạt lại quyền lực hành pháp, khiến Thái đệ Faisal lệnh cho Vệ binh Quốc gia bao vây cung điện của Saud. Người trung thành với Faisal vượt trội về số lượng và được vũ trang tốt hơn, Quốc vương Saud đành phải nhượng bộ. Đến ngày 4 tháng 3 năm 1964, Faisal được phong làm nhiếp chính vương. Một hội nghị của các bậc cao niên trong hoàng gia cùng với ulema được triệu tập trong cùng năm đó, và đại mufti ban hành một fatwa thứ nhì có nội dung kêu gọi Quốc vương Saud thoái vị để em trai thay thế. Hoàng gia ủng hộ fatwa và lập tức thông báo cho Quốc vương Saud về quyết định của họ. Quốc vương Saud lúc này đã bị cắt hết quyền lực, đành chấp thuận thoái vị, và Faisal trở thành quốc vương vào ngày 2 tháng 11 năm 1964. Không lâu sau đó, Saud bin Abdulaziz sống lưu vong ở Hy Lạp.

## Quốc vương
Năm 1967, Quốc vương Faisal thiết lập chức vụ thủ tướng thứ hai và bổ nhiệm Hoàng tử Fahd vào chức vụ này.
Khi đăng cơ, Quốc vương Faisal vẫn xem việc khôi phục tài chính quốc gia là ưu tiên chính của mình. Ông tiếp tục theo đuổi các chính sách tài chính thận trọng trong những năm đầu trị vì, và các mục tiêu của ông về cân bằng ngân sách quốc gia cuối cùng đã thành công, nhờ gia tăng sản lượng dầu mỏ.
Trong thời kỳ đầu cai trị, ông ban hành một chiếu chỉ quy định rằng mọi hoàng tử phải cho con đi học ở trong nước, thay vì đưa ra nước ngoài; điều này cũng có tác động khiến các gia đình thượng lưu đưa con về học trong nước cho "hợp thời". Quốc vương Faisal cũng áp dụng hệ thống vùng hành chính hiện hành của vương quốc, và đặt nền tảng cho một hệ thống phúc lợi hiện đại. Năm 1970, ông thành lập Bộ Tư pháp và mở đầu "kế hoạch 5 năm" đầu tiên của quốc gia về phát triển kinh tế.
Phát sóng truyền hình chính thức bắt đầu vào năm 1965. Năm 1966, một người cháu trai của Faisal tên là Khaled tấn công trụ sở mới của đài truyền hình quốc gia song bị nhân viên an ninh giết chết. Người tấn công này là anh trai của kẻ ám sát Faisal sau này, và sự kiện tại đài truyền hình được chấp thuận rộng rãi là động cơ giết người. Bất chấp phản đối từ lực lượng bảo thủ về các cải cách của mình, Quốc vương Faisal tiếp tục theo đuổi hiện đại hoá đồng thời luôn đảm bảo rằng các chính sách của mình nằm trong khuôn khổ Hồi giáo.

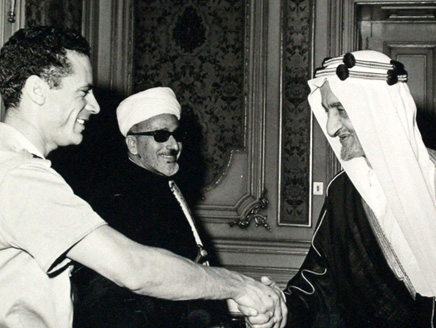
Quốc vương Faisal và nhà lãnh đạo Libya Muammar Gaddafi vào đầu thập niên 1970

Trong các thập niên 1950 và 1960, có nhiều vụ đảo chính xảy ra trong khu vực, và cuộc đảo chính của Muammar al-Gaddafi lật đổ chế độ quân chủ tại đất nước Libya nhiều dầu mỏ vào năm 1969 đặc biệt đáng ngại đối với Ả Rập Xê Út do tính tương đồng giữa hai quốc gia hoang mạc có dân cư thưa thớt này. Do đó, Quốc vương Faisal tiến hành gây dựng một bộ máy an ninh tinh vi và kiên quyết đàn áp những người bất đồng quan điểm. Giống như trong mọi vấn đề khác, Faisal biện minh cho các chính sách này dựa vào các điều khoản Hồi giáo. Trong thời kỳ đầu cai trị, khi đối diện với các yêu cầu về hiến pháp thành văn cho quốc gia, Quốc vương Faisal đáp rằng "hiến pháp của chúng ta là Quran". Vào mùa hè năm 1969, Quốc vương Faisal ra lệnh bắt giữ hàng trăm sĩ quan quân đội, trong đó có một số tướng lĩnh, cáo buộc họ lên kế hoạch đảo chính quân sự. Cuộc đảo chính chủ yếu được các sĩ quan không quân lên kế hoạch và nhằm mục tiêu lật đổ chế độ quân chủ và thành một một chế độ theo chủ nghĩa Nasser trong nước. Các vụ bắt giữ có lẽ dựa trên một đầu mối từ tình báo Hoa Kỳ.
Quốc vương Faisal dường như có quan điểm đa nguyên, chiếu cố hạn chế, thận trọng dàn xếp các yêu cầu của dân chúng đối với cải cách tổng thể, và tiến hành nhiều nỗ lực nhằm mở rộng quyền đại diện chính trị, dẫn tới một chính sách thống nhất dân tộc thành công tạm thời từ năm 1965 đến năm 1975. Quốc vương Faisal nhận thức được tính đa dạng về tôn giáo và văn hoá trong nước, trong đó khu vực Ahsa ở phía đông chủ yếu là người Shia; còn khu vực Asir ở phía tây nam có các mối quan hệ bộ lạc với Yemen, đặc biệt là trong các bộ lạc theo giáo phái Ismail tại Najran và Jizan; và khu vực Vương quốc Hejaz cũ có thủ đô là Mecca. Ông đưa những người Hejaz Sunni phi Wahhabi, theo chủ nghĩa toàn cầu từ Mecca và Jeddah vào trong chính phủ Ả Rập Xê Út. Tuy nhiên, sau thời ông cai trị, kỳ thị dựa trên giáo phái, bộ lạc, tôn giáo và giới tính trở nên phổ biến và duy trì cho đến nay.
Vai trò và quyền lực của ulema suy thoái sau khi Faisal đăng cơ dù họ đã đưa ông lên ngôi vào năm 1964. Mặc dù ông mộ đạo và có quan hệ huyết thống đằng ngoại với gia tộc Al as Shaykh, và ông ủng hộ phòng trào liên Hồi giáo trong cuộc đấu tranh của mình chống chủ nghĩa liên Ả Rập, song ông giảm thiểu quyền lực và ảnh hưởng của ulema. Không như người kế nhiệm mình, Quốc vương Faisal nỗ lực nhằm đảm bảo rằng các giáo sĩ cấp tiến nhất sẽ không giữ các chức vụ tôn giáo có quyền lực nhất trong xã hội. Ông cố gắng ngăn chặn các giáo sĩ cực đoan để họ không chi phối được các tổ chức tôn giáo như Hội đồng Ulema cao cấp, tức cơ quan tôn giáo tối cao của vương quốc, hoặc là leo lên các chức vụ tôn giáo cấp cao như đại mufti. Tuy nhiên, giống như một số cố vấn của quốc vương từng cảnh báo trước đó, một khi những người cuồng tín tôn giáo bị kích động thì họ sẽ quay lại ám ảnh vương quốc. Quốc vương Faisal bác bỏ phản đối của ulema về các khía cạnh trong nỗ lực hiện đại hoá nhanh chóng của ông, thậm chí đôi khi là trong các vấn đề mà họ cho là mang tính trọng đại.
Tham nhũng trong hoàng gia rất nghiêm trọng theo quan điểm của một nhóm tôn giáo có định hướng căn bản dựa vào các trường thần học Hồi giáo và họ thách thức một số diễn giải thần học được chế độ Saud chấp thuận. Một nhân vật có ảnh hưởng là Shaykh bin Baz, đang là hiệu trưởng của trường thần học Al Medina. Quốc vương Faisal không dung thứ lời phê bình của người này và bãi chức ông ta. Tuy nhiên, lời giáo huấn của Shaykh bin Baz đã làm cấp tiến hoá một số sinh viên của ông ta, trong đó có Juhayman al-Otaybi.
Chế độ nô lệ vẫn tồn tại trong Vương quốc Ả Rập Xê Út cho đến khi Quốc vương Faisal ban một chiếu chỉ bãi bỏ hoàn toàn nó vào năm 1962. Peter Hobday viết rằng có khoảng 1.682 nô lệ được phóng thích vào khi đó, chính phủ trả phí 2.000 USD cho mỗi người. Có lập luận rằng Hoa Kỳ bắt đầu nên lên vấn đề chế độ nô lệ sau cuộc gặp giữa Quốc vương Abdulaziz và Tổng thống Hoa Kỳ Franklin D. Roosevelt vào năm 1945 và rằng John F. Kennedy cuối cùng đã thuyết phục được Nhà Saud bãi bỏ chế độ này vào năm 1962.

### Ngoại giao

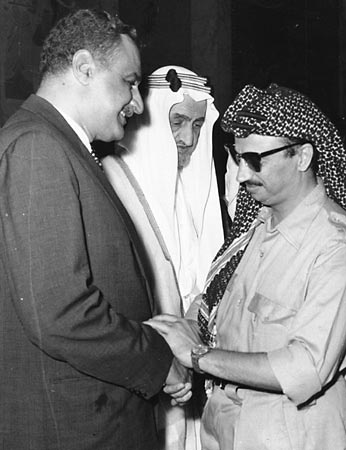
Tổng thống Nasser của Ai Cập, thủ lĩnh chính trị Palestine Yasser Arafat và Quốc vương Faisal trong một hội nghị thượng đỉnh Ả Rập, tháng 9 năm 1970

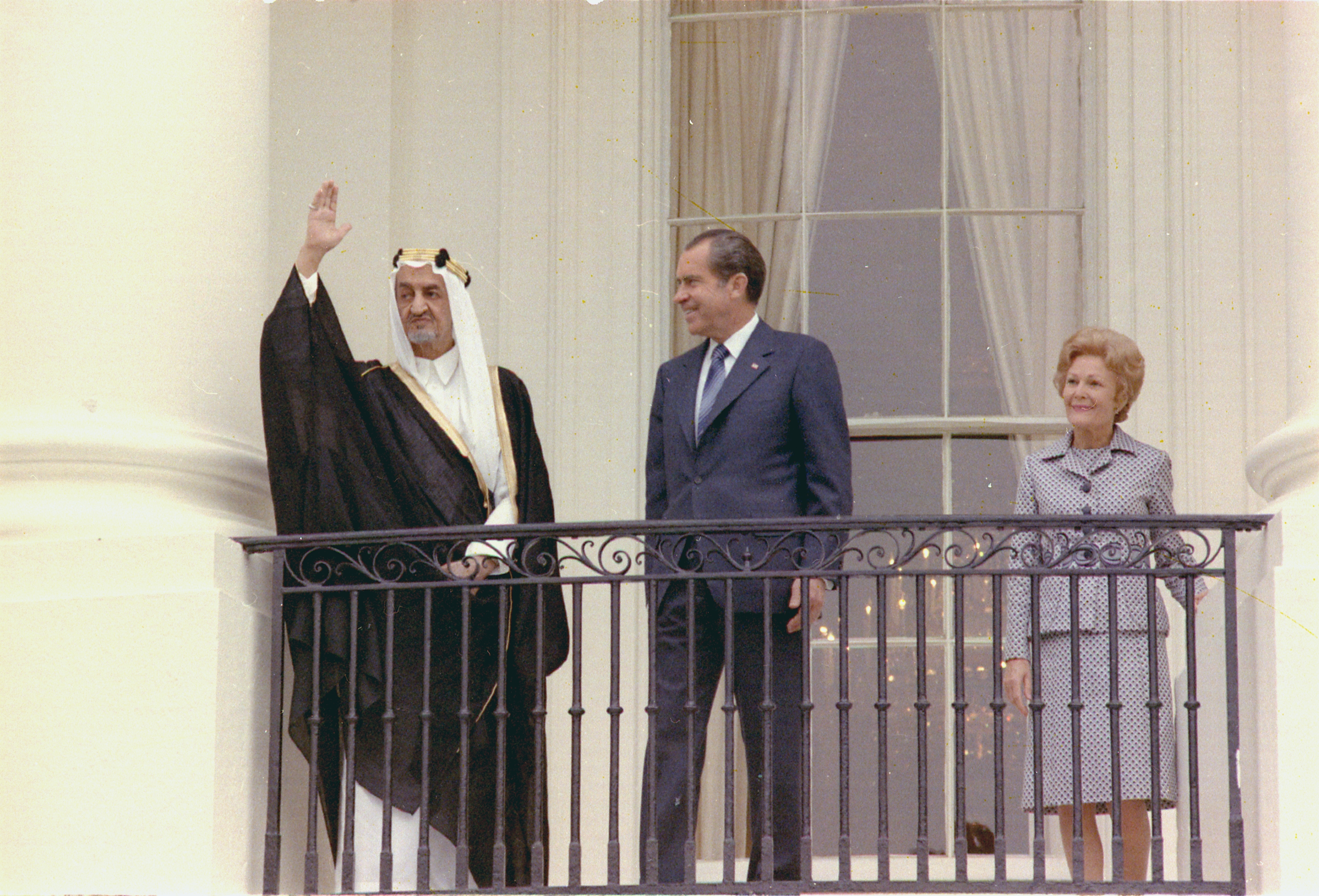
Quốc vương Faisal, Tổng thống Hoa Kỳ Richard Nixon và phu nhân Pat Nixon (27 tháng 5 năm 1971)

Trên cương vị là quốc vương, Faisal tiếp tục quan hệ liên minh mật thiết với Hoa Kỳ từ thời cha mình, và dựa nhiều vào Hoa Kỳ trong việc trang bị vũ trang và huấn luyện quân đội. Quốc vương Faisan cũng là người theo chủ nghĩa chống cộng, ông từ chối bất kỳ liên hệ chính trị nào với Liên Xô và các quốc gia khác trong khối cộng sản, tuyên bố rằng nhận thấy tính không tương hợp hoàn toàn giữa chủ nghĩa cộng sản với Hồi giáo, và liên kết chủ nghĩa cộng sản với thứ chủ nghĩa phục quốc Do Thái mà ông chỉ trích gay gắt. Ông duy trì quan hệ mật thiết với các nền dân chủ Tây phương như Anh, và trong chuyến thăm cấp nhà nước vào năm 1967, ông đã biếu Nữ vương Elizabeth II một chuỗi hạt kim cương.
Quốc vương Faisal cũng ủng hộ các phong trào bảo hoàng và bảo thủ trong thế giới Ả Rập, và tìm cách chống lại ảnh hưởng của chủ nghĩa xã hội và chủ nghĩa dân tộc Ả Rập trong khu vực bằng cách xúc tiến chủ nghĩa liên Hồi giáo để thay thế. Cuối cùng, ông kêu gọi thành lập Liên đoàn Thế giới Hồi giáo, đến thăm một số quốc gia Hồi giáo để ủng hộ ý tưởng này. Ông cũng tham gia vào một cuộc chiến tuyên truyền và truyền thông với Tổng thống Ai Cập Gamal Abdel Nasser theo chủ nghĩa liên Ả Rập, và tham gia một cuộc chiến uỷ nhiệm với Ai Cập tại Bắc Yemen, cuộc chiến này kéo dài cho đến năm 1967. Tuy nhiên Faisal chưa bao giờ dứt khoát cự tuyệt chủ nghĩa liên Ả Rập, và tiếp tục kêu gọi củng cố liên Ả Rập theo nghĩa rộng.
Từ ngày 23 đến ngày 25 tháng 9 năm 1969, Quốc vương Faisal triệu tập một hội nghị tại Rabat, Maroc nhằm thảo luận về cuộc tấn công Nhà thờ Hồi giáo Al-Aqsa tại Jerusalem trong tháng trước đó. Các nhà lãnh đạo của 25 quốc gia Hồi giáo tham dự và hội nghị kêu gọi Israel từ bỏ lãnh thổ mà họ chiếm đóng vào năm 1967. Hội nghị cũng thành lập Tổ chức Hợp tác Hồi giáo và cam kết ủng hộ người Palestine.
Sau khi Nasser mất vào năm 1970, Quốc vương Faisal gần gũi hơn với tổng thống mới của Ai Cập là Anwar Sadat, nhân vật này đang có kế hoạch đoạn tuyệt với Liên Xô và chuyển sang phe thân Mỹ. Trong Chiến tranh Ả Rập-Israel 1973 do Sadat phát động, Quốc vương Faisal rút dầu mỏ của Ả Rập Xê Út khỏi thị trường thế giới nhằm phản đối phương Tây ủng hộ Israel trong xung đột. Hành động này làm giá dầu tăng cao, và là nguyên nhân chính đằng sau của Khủng hoảng dầu mỏ 1973. Đây là hành động ghi dấu ấn trong sự nghiệp của Quốc vương Faisal, và mang lại cho ông uy tín lâu dài trong trong thế giới Ả Rập và Hồi giáo. Năm 1974, ông trở thành nhân vật trong năm của Tạp chí Time. Lợi ích tài chính từ cuộc khủng hoảng đã thúc đẩy bùng nổ kinh tế tại Ả Rập Xê Út sau khi ông mất. Nguồn thu mới từ dầu mỏ cũng cho phép Faisal tăng cao viện trợ và trợ cấp từ sau Chiến tranh Ả Rập-Israel 1967 cho Ai Cập, Syria, và Tổ chức Giải phóng Palestine. Tồn tại một niềm tin phổ biến tại Ả Rập Xê Út, cũng như thế giới Ả Rập, rằng cuộc tẩy chay dầu mỏ của Quốc vương Faisal là nguyên nhân chính khiến ông bị ám sát, qua một âm mưu của Tây phương.

## Ám sát
Ngày 25 tháng 3 năm 1975, Quốc vương Faisal bị người cháu tên là Faisal bin Musaid (con của em trai khác mẹ) bắn chết, nhân vật này mới từ Hoa Kỳ về nước. Vụ ám sát xảy ra tại một majlis, là một sự kiện khi quốc vương hoặc thủ lĩnh mở cửa dinh thự của mình cho công dân vào và dâng kiến nghị.
Trong phòng chờ, Hoàng tử Faisal bin Musaid nói chuyện với các đại biểu Kuwait đang chờ yết kiến Quốc vương Faisal. Khi người cháu trai này đến ôm mình, Quốc vương Faisal nghiêng người để hôn cháu theo phong tục truyền thống. Đúng lúc này, Hoàng tử Faisal bin Musaid lấy súng lục và bắn người bác. Phát đạn đầu tiên trúng vào cằm còn phát đạn thứ hai xuyên qua tai Quốc vương Faisal. Một vệ sĩ dùng kiếm vẫn trong bao để đánh Hoàng tử Faisal bin Musaid. Bộ trưởng Dầu mỏ Zaki Yamani nhiều lần thét lên rằng không được giết hoàng tử.
Quốc vương Faisal nhanh chóng được đưa đến một bệnh viện. Ông vẫn còn sống khi các bác sĩ xoa bóp tim và truyền máu cho ông. Các nỗ lực của bác sĩ không thành công, và Quốc vương Faisal mất ngay sau đó. Cả trước và sau vụ tấn công, vị hoàng tử sát thủ đều được thuật lại là bình tĩnh. Sau vụ việc, Riyadh dành ba ngày để tang, toàn bộ các hoạt động của chính phủ bị đình chỉ.
Một thuyết về vụ ám sát là để báo thù cho cái chết của Hoàng tử Khalid bin Musaid, anh trai của Hoàng tử Faisal bin Musaid. Quốc vương Faisal tiến hành các cải cách hiện đại và thế tục, dẫn đến việc lắp đặt truyền hình và điều này gây ra các cuộc kháng nghị bạo lực, một trong số đó do Hoàng tử Khalid dẫn đầu. Hoàng tử Khalid tấn công một đài truyền hình vào năm 1966, và bị một cảnh sát bắn chết.
Hoàng tử Faisal bin Musaid bị bắt ngay sau vụ việc, ban đầu người này được tuyên bố chính thức là bị điên, song sau đó một ban hội thẩm của các chuyên gia y tế Ả Rập Xê Út nhận định rằng người bình thường khi bắn quốc vương. Toà án tôn giáo cấp cao kết án vị hoàng tử này phạm tội thí quân và kết án tử hình. Hoàng tử Faisal bin Musaid bị chặt đầu tại quảng trường công cộng tại Riyadh. Vụ hành quyết công khai diễn ra vào ngày 18 tháng 6 năm 1975 trước đám đông hàng nghìn người.
Thi thể của Quốc vương Faisal được an táng tại nghĩa trang Al Oud thuộc Riyadh vào ngày 26 tháng 3 năm 1975. Người kế vị ông là Quốc vương Khalid khóc than trên di hài trong tang lễ.

## Đời sống cá nhân
Quốc vương Faisal kết hôn bốn lần. Ba người vợ trong số đó đến từ các gia tộc quyền lực: Sudairi, Al Jiluwi và Al Thunayan.
Vợ đầu của ông là Sultana bint Ahmed Al Sudairi, bà sinh ra con cả cho Faisal khi ông 15 tuổi, người con là Hoàng tử Abdullah. Bà đến từ gia tộc Sudairi, là em gái của Hassa bint Ahmed - mẹ đẻ của bảy hoàng tử bên dưới Faisal.
Người vợ hai của ông là Iffat Al-Thuniyyan, cũng là người nổi bật nhất. Bà sinh trưởng tại Thổ Nhĩ Kỳ và là một hậu duệ của gia tộc Saud, song tổ tiên bị quân Ai Cập đưa đến Istanbul hoặc Cairo vào năm 1818. Họ gặp nhau lần đầu tại Istanbul vào khoảng năm 1932 khi ông sang thăm chính thức Thổ Nhĩ Kỳ. Hoàng tử Faisal đưa Iffat về Jeddah và họ kết hôn tại đó trong cùng năm. Iffat được cho là có ảnh hưởng phía sau nhiều cải cách sau này của chồng, đặc biệt là liên quan đến phụ nữ.
Ông cưới người vợ thứ ba vào tháng 10 năm 1935, bà tên là Al Jawhara bint Saud bin Abdulaziz Al Saud Al Kabir, là con gái người bác gái của ông là Nuora bint Abdul Rahman. Faisal và Jawhara có một con gái là Munira.
Người vợ thứ tư của ông sinh ra Hoàng tử Khalid, bà tên là Haya bint Turki bin Abdulaziz Al Turki, và là một thành viên của thị tộc Al Jiluwi.
Các con trai của Faisal được tiếp nhận nền giáo dục đặc biệt so với các hoàng tử khác của các quân chủ Ả Rập Xê Út. Hoàng tử Turki tiếp nhận giáo dục chính thức tại các trường học danh tiếng thuộc New Jersey, Hoa Kỳ và sau đó theo học tại Đại học Georgetown, còn Hoàng tử là sinh viên của Đại học Princeton. Các con trai của Quốc vương Faisal từng giữ các chức vụ quan trọng trong chính phủ Ả Rập Xê Út. Con trai cả của ông là Hoàng tử Abdullah sinh vào năm 1922, nắm giữ một số chức vụ trong chính phủ một thời gian. Hoàng tử Khalid là thống đốc vùng 'Asir tại miền tây nam Ả Rập Xê Út trong hơn ba thập niên và trở thành thống đốc của vùng Makkah vào năm 2007. Hoàng tử Saud là bộ trưởng ngoại giao từ năm 1975 đến năm 2015. Hoàng tử Turki từng là người đứng đầu ngành tình báo Ả Rập Xê Út, đại sứ tại Anh và Hoa Kỳ.
Con gái của Faisal là Haifa bint Faisal kết hôn với Bandar bin Sultan, Bandar bị cha là Hoàng tử Sultan chối bỏ vì bị cho là có mẹ thuộc dòng dõi thấp kém. Tuy nhiên, Quốc vương Faisal buộc Hoàng tử Sultan phải công nhận Bandar là một hoàng tử chính thống bằng cách gả con gái cho Bandar. Một người con gái khác của Faisal là Lolowah bint Faisal, bà là một nhà hoạt động nổi bật về giáo dục cho phụ nữ tại Ả Rập Xê Út. Năm 1962, con gái của Faisal là Công chúa Sara thành lập tổ chức từ thiện Al Nahda, nó giành giải Chaillot đầu tiên cho các tổ chức nhân quyền tại vùng Vịnh vào năm 2009. Công chúa Mishail có cùng mẹ với Hoàng tử Khalid, bà mất vào năm 2011. Một người cháu nội của ông là Reem Al Faisal, bà là một nhiếp ảnh gia và sở hữu phòng triển lãm tại Jeddah.
Quốc vương Faisal thông thạo tiếng Anh và tiếng Pháp.

## Kỷ niệm

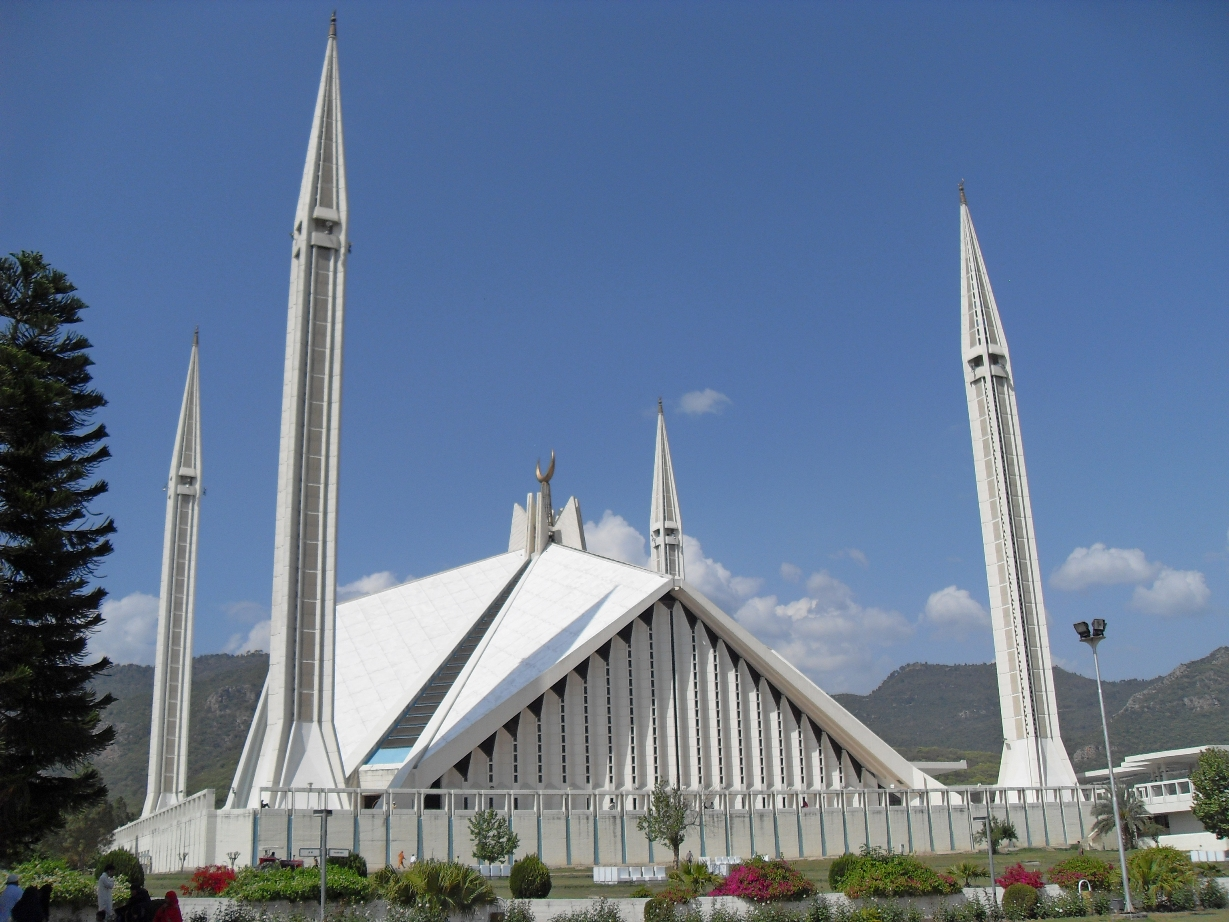
Thánh đường Faisal tại Islamabad, Pakistan được đặt theo tên Quốc vương Faisal

Sau khi ông mất, gia đình ông lập ra Quỹ Quốc vương Faisal trong vai trò là một tổ chức từ thiện,.
Quốc vương Faisal được nhà thơ trữ tình Robert Hunter tán dương trong bài hát chủ đề của album Blues for Allah năm 1975 của Grateful Dead. Năm 2013, Alexei Vassiliev cho xuất bản cuốn tiểu sử King Faisal of Saudi Arabia: Personality, Faith and Times.
Thành phố lớn thứ ba của Pakistan là Lyallpur được đổi tên thành Faisalabad (nghĩa đen là "thành phố của Faisal") vào năm 1979 nhằm vinh danh ông. Thánh đường Faisal tại Islamabad cũng được đặt theo tên ông. Xa lộ chính tại Karachi được đổi tên thành Shahrah-e-Faisal và một khu ngoại ô gần Sân bay Karachi cũng được đổi tên thành Shah Faisal Colony. Một trong hai căn cứ không quân chính tại Karachi được đặt tên là "Căn cứ Không quân Faisal" nhằm vinh danh Quốc vương Faisal.

## Tổ tiên
| \| \| \| \| \| \| \| \| \| \| \| \| \| \| \| \| \| \| \| \| 16. Turki bin Abdullah bin Muhammad \| \| \| \| \| \| \| \| \| \| \| \| \| \| \| \| \| \| \| \| \| \| \| \| \| \| \| \| \| \| \| \| \| \| \| \| \| \| \| \| \| \| \| \| \| \| \| \| \| \| \| \| \| \| 8. Faisal bin Turki bin Abdullah Al Saud \| \| \| \| \| \| \| \| \| \| \| \| \| \| \| \| \| \| \| \| \| \| \| \| \| \| \| \| \| \| \| \| \| \| \| \| \| \| \| \| \| \| \| \| \| \| \| \| \| \| \| \| \| \| 17. Hia bint Hamad bin Ali Al Faqih Angari Tamimi \| \| \| \| \| \| \| \| \| \| \| \| \| \| \| \| \| \| \| \| \| \| \| \| \| \| \| \| \| \| \| \| \| \| \| \| \| \| \| \| \| \| \| \| \| \| \| \| \| \| \| \| \| \| 4. Abdul Rahman bin Faisal \| \| \| \| \| \| \| \| \| \| \| \| \| \| \| \| \| \| \| \| \| \| \| \| \| \| \| \| \| \| \| \| \| \| \| \| \| \| \| \| \| \| \| \| \| \| \| \| \| \| \| \| \| \| 18. Mishari ibn Abdul-Rahman \| \| \| \| \| \| \| \| \| \| \| \| \| \| \| \| \| \| \| \| \| \| \| \| \| \| \| \| \| \| \| \| \| \| \| \| \| \| \| \| \| \| \| \| \| \| \| \| \| \| \| \| \| \| 9. Sarah bint Mishari bin Abdulrahman bin Hassan Al Saud \| \| \| \| \| \| \| \| \| \| \| \| \| \| \| \| \| \| \| \| \| \| \| \| \| \| \| \| \| \| \| \| \| \| \| \| \| \| \| \| \| \| \| \| \| \| \| \| \| \| \| \| \| \| 2. Abdulaziz ibn Saud \| \| \| \| \| \| \| \| \| \| \| \| \| \| \| \| \| \| \| \| \| \| \| \| \| \| \| \| \| \| \| \| \| \| \| \| \| \| \| \| \| \| \| \| \| \| \| \| \| \| \| \| \| \| 20. Mohammed bin Turki bin Suleiman Al Sudairi \| \| \| \| \| \| \| \| \| \| \| \| \| \| \| \| \| \| \| \| \| \| \| \| \| \| \| \| \| \| \| \| \| \| \| \| \| \| \| \| \| \| \| \| \| \| \| \| \| \| \| \| \| \| 10. Ahmed Al Kabir bin Mohammed bin Turki Al Sudairi \| \| \| \| \| \| \| \| \| \| \| \| \| \| \| \| \| \| \| \| \| \| \| \| \| \| \| \| \| \| \| \| \| \| \| \| \| \| \| \| \| \| \| \| \| \| \| \| \| \| \| \| \| \| 5. Sarah bint Ahmed Al Kabir bin Mohammed Al Sudairi \| \| \| \| \| \| \| \| \| \| \| \| \| \| \| \| \| \| \| \| \| \| \| \| \| \| \| \| \| \| \| \| \| \| \| \| \| \| \| \| \| \| \| \| \| \| \| \| \| \| \| \| \| \| 1. Faisal bin Abdulaziz Al Saud \| \| \| \| \| \| \| \| \| \| \| \| \| \| \| \| \| \| \| \| \| \| \| \| \| \| \| \| \| \| \| \| \| \| \| \| \| \| \| \| \| \| \| \| \| \| \| \| \| \| \| \| \| \| 12. Abdulateef Al Sheikh \| \| \| \| \| \| \| \| \| \| \| \| \| \| \| \| \| \| \| \| \| \| \| \| \| \| \| \| \| \| \| \| \| \| \| \| \| \| \| \| \| \| \| \| \| \| \| \| \| \| \| \| \| \| 6. Abdullah bin Abdulateef Al Sheikh \| \| \| \| \| \| \| \| \| \| \| \| \| \| \| \| \| \| \| \| \| \| \| \| \| \| \| \| \| \| \| \| \| \| \| \| \| \| \| \| \| \| \| \| \| \| \| \| \| \| \| \| \| \| 3. Tarfa bint Abdullah bin Abdulateef Al Sheikh \| \| \| \| \| \| \| \| \| \| \| \| \| \| \| \| \| \| \| \| \| \| \| \| \| \| \| \| \| \| \| \| \| \| \| \| \| \| \| \| \| \| \| \| \| \| \| \| \| \| \| \| |                                                          |  |  |  |  |  |  |  |  |  |  |  |  |  |  |  |
| |                                                          |  |  |  |  |  |  |  |  |  |  |  |  |  |  |  |
| | 16. Turki bin Abdullah bin Muhammad                      |  |  |  |  |  |  |  |  |  |  |  |  |  |  |  |
| |                                                          |  |  |  |  |  |  |  |  |  |  |  |  |  |  |  |
| |                                                          |  |  |  |  |  |  |  |  |  |  |  |  |  |  |  |
| | 8. Faisal bin Turki bin Abdullah Al Saud                 |  |  |  |  |  |  |  |  |  |  |  |  |  |  |  |
| |                                                          |  |  |  |  |  |  |  |  |  |  |  |  |  |  |  |
| |                                                          |  |  |  |  |  |  |  |  |  |  |  |  |  |  |  |
| | 17. Hia bint Hamad bin Ali Al Faqih Angari Tamimi        |  |  |  |  |  |  |  |  |  |  |  |  |  |  |  |
| |                                                          |  |  |  |  |  |  |  |  |  |  |  |  |  |  |  |
| |                                                          |  |  |  |  |  |  |  |  |  |  |  |  |  |  |  |
| | 4. Abdul Rahman bin Faisal                               |  |  |  |  |  |  |  |  |  |  |  |  |  |  |  |
| |                                                          |  |  |  |  |  |  |  |  |  |  |  |  |  |  |  |
| |                                                          |  |  |  |  |  |  |  |  |  |  |  |  |  |  |  |
| | 18. Mishari ibn Abdul-Rahman                             |  |  |  |  |  |  |  |  |  |  |  |  |  |  |  |
| |                                                          |  |  |  |  |  |  |  |  |  |  |  |  |  |  |  |
| |                                                          |  |  |  |  |  |  |  |  |  |  |  |  |  |  |  |
| | 9. Sarah bint Mishari bin Abdulrahman bin Hassan Al Saud |  |  |  |  |  |  |  |  |  |  |  |  |  |  |  |
| |                                                          |  |  |  |  |  |  |  |  |  |  |  |  |  |  |  |
| |                                                          |  |  |  |  |  |  |  |  |  |  |  |  |  |  |  |
| | 2. Abdulaziz ibn Saud                                    |  |  |  |  |  |  |  |  |  |  |  |  |  |  |  |
| |                                                          |  |  |  |  |  |  |  |  |  |  |  |  |  |  |  |
| |                                                          |  |  |  |  |  |  |  |  |  |  |  |  |  |  |  |
| | 20. Mohammed bin Turki bin Suleiman Al Sudairi           |  |  |  |  |  |  |  |  |  |  |  |  |  |  |  |
| |                                                          |  |  |  |  |  |  |  |  |  |  |  |  |  |  |  |
| |                                                          |  |  |  |  |  |  |  |  |  |  |  |  |  |  |  |
| | 10. Ahmed Al Kabir bin Mohammed bin Turki Al Sudairi     |  |  |  |  |  |  |  |  |  |  |  |  |  |  |  |
| |                                                          |  |  |  |  |  |  |  |  |  |  |  |  |  |  |  |
| |                                                          |  |  |  |  |  |  |  |  |  |  |  |  |  |  |  |
| | 5. Sarah bint Ahmed Al Kabir bin Mohammed Al Sudairi     |  |  |  |  |  |  |  |  |  |  |  |  |  |  |  |
| |                                                          |  |  |  |  |  |  |  |  |  |  |  |  |  |  |  |
| |                                                          |  |  |  |  |  |  |  |  |  |  |  |  |  |  |  |
| | 1. Faisal bin Abdulaziz Al Saud                          |  |  |  |  |  |  |  |  |  |  |  |  |  |  |  |
| |                                                          |  |  |  |  |  |  |  |  |  |  |  |  |  |  |  |
| |                                                          |  |  |  |  |  |  |  |  |  |  |  |  |  |  |  |
| | 12. Abdulateef Al Sheikh                                 |  |  |  |  |  |  |  |  |  |  |  |  |  |  |  |
| |                                                          |  |  |  |  |  |  |  |  |  |  |  |  |  |  |  |
| |                                                          |  |  |  |  |  |  |  |  |  |  |  |  |  |  |  |
| | 6. Abdullah bin Abdulateef Al Sheikh                     |  |  |  |  |  |  |  |  |  |  |  |  |  |  |  |
| |                                                          |  |  |  |  |  |  |  |  |  |  |  |  |  |  |  |
| |                                                          |  |  |  |  |  |  |  |  |  |  |  |  |  |  |  |
| | 3. Tarfa bint Abdullah bin Abdulateef Al Sheikh          |  |  |  |  |  |  |  |  |  |  |  |  |  |  |  |
| |                                                          |  |  |  |  |  |  |  |  |  |  |  |  |  |  |  |
| |                                                          |  |  |  |  |  |  |  |  |  |  |  |  |  |  |  |